# Svatý Bernard (přírodní památka)
Svatý Bernard je přírodní památka poblíž obce Chudenín v okrese Klatovy. Oblast spravuje Agentura ochrany přírody a krajiny ČR. Důvodem ochrany jsou skalní výchozy amfibolického gabroneritu, typová lokalita kdyňského masívu. Na místě se nalézá uskupení kamenů a skalek, které připomíná svatyni se dvěma menhiry uprostřed. V minulosti byly do těchto kamenů vsazeny tabule na památku padlých ve světových válkách, obnovené cedule jsou na kamenech znovu umístěny.
Několik desítek metrů od přírodní památky stojí Medvědí kaple svatého Bernarda. Ta pochází z konce 18. století. V roce 1719 měl být v těchto místech napaden Georg Kohlbeck z Liščí medvědem. Po nelehkém boji medvěda usmrtil a z vděčnosti dal na místě postavit kapli. Kaple byla po roce 1948 ponechána svému osudu a obnovena v roce 1991. Tehdy byly u kaple rovněž upraveny tři kříže.

## Galerie

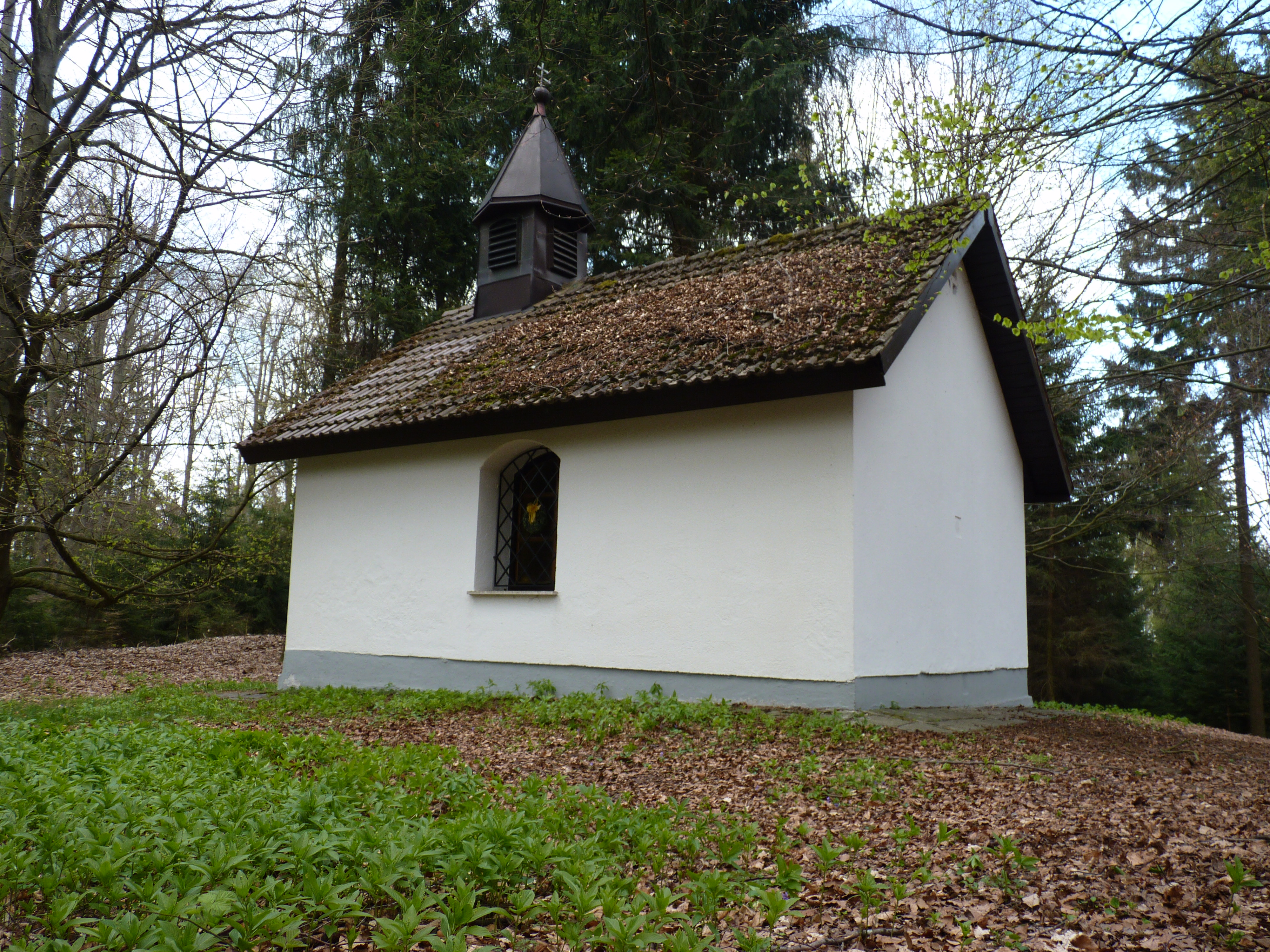
Medvědí kaple nedaleko chráněného území
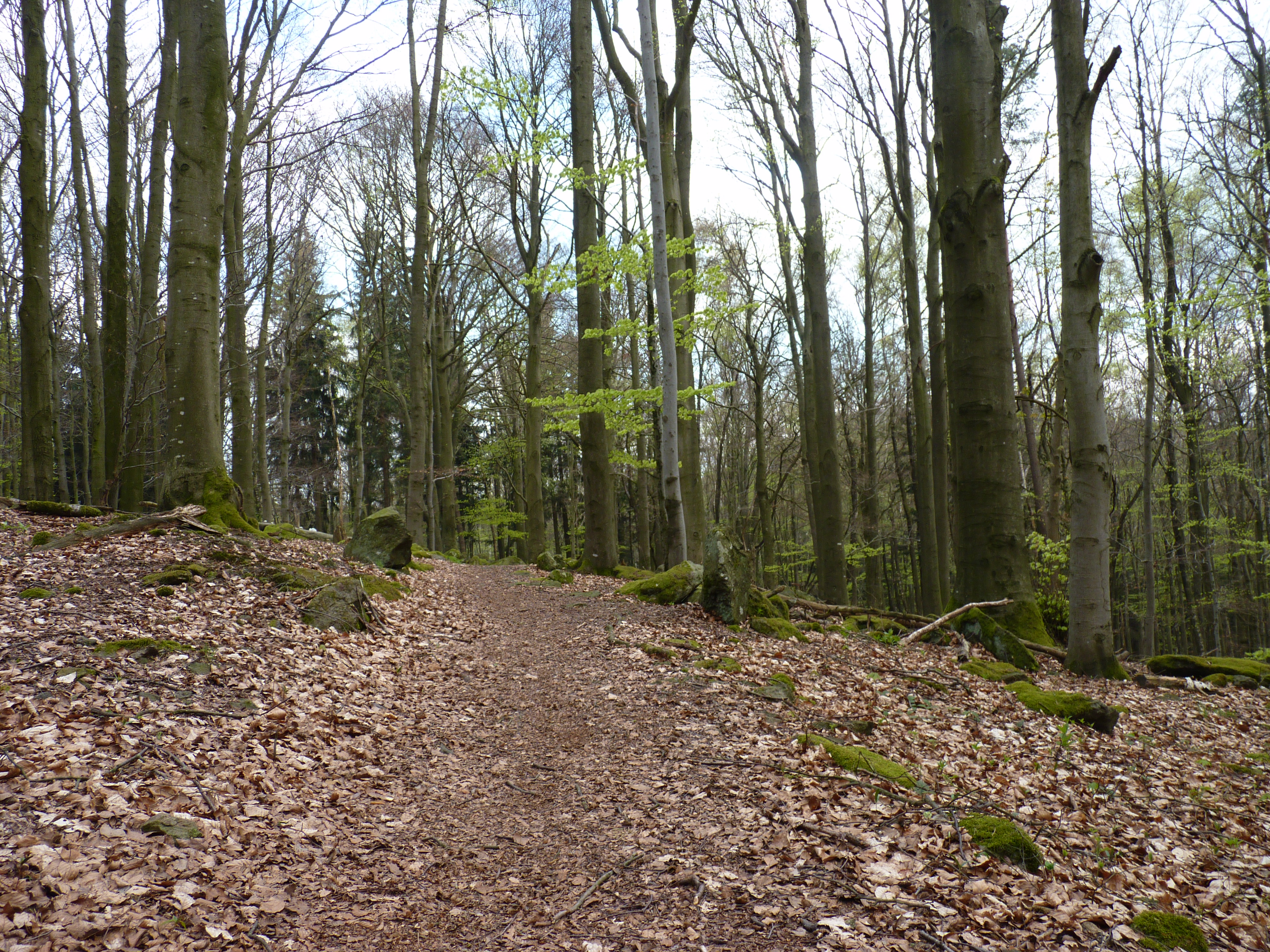
Cesta od kapličky ke kamenům
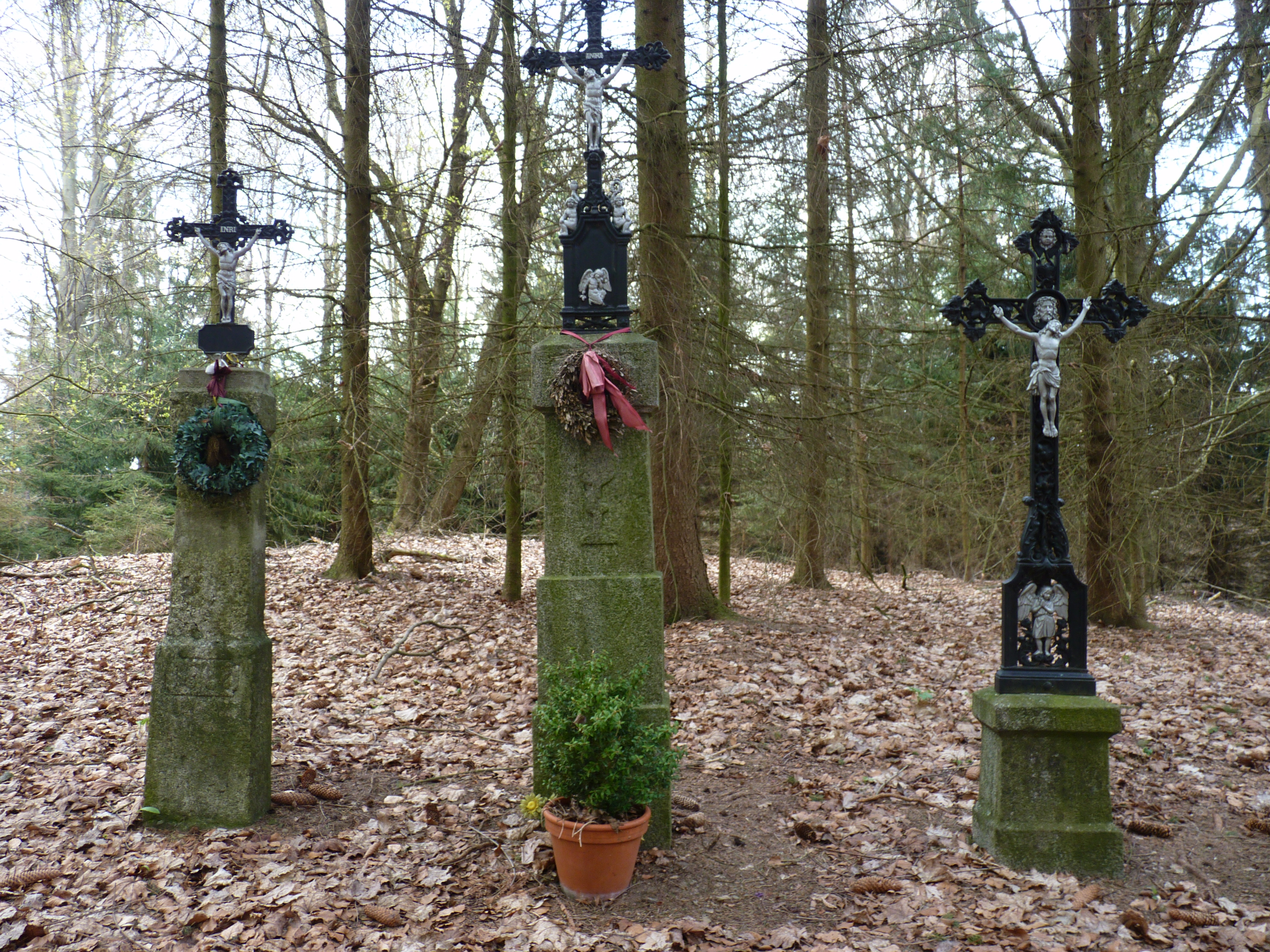
Tři litinové kříže u kaple